# Perry Bradford
Pour les articles homonymes, voir Bradford (homonymie).
Perry Bradford (14 février 1893, Montgomery, Alabama - 20 avril 1970, New York) est un auteur-compositeur, pianiste, chanteur et chef d'orchestre africain-américain de jazz et de blues. Il est surtout connu pour avoir écrit Crazy Blues pour Mamie Smith, la première chanson de blues enregistrée par une artiste de couleur, en 1920.

## Biographie
John Henry Perry Bradford grandit à Atlanta, où sa famille déménage quand il a six ans. En 1906, il commence à travailler dans des minstrel shows. De 1908 à 1919, il travaille en tant que pianiste, chanteur, danseur et compositeur dans les spectacles de vaudeville et dans des circuits de théâtre itinérants à travers le Sud et dans le Nord, avec Jeanette Taylor dans un numéro de chanson et de danse présenté comme « Bradford et Jeanette ». Il joue à Chicago en tant que pianiste solo dès 1909 et se rend à New York l'année suivante. Il compose le titre Lonesome Blues en 1916.
En 1918, Bradford monte à New York un spectacle intitulé Made in Harlem, dans lequel chante Mamie Smith. Bradford affirme que sa revue est la première production scénique à offrir du blues au large public de Harlem.
Bradford veut briser les murs des préjugés raciaux qui empêchent les chanteurs afro-américains d'enregistrer des disques. Les artistes noirs enregistrent alors dans un style qui est étroitement similaire à celui des orchestres de danse blancs. Il y a peu, voire pas du tout, de traces des caractéristiques musicales afro-américaines dans leurs enregistrements. Pendant son séjour à New York, il convainc Fred Hager, d'Okeh Records, d'enregistrer la chanteuse Mamie Smith et devient son directeur musical. Elle enregistre en 1920 les compositions de Bradford That Thing Called Love, You Can’t Keep A Good Man Down, et surtout Crazy Blues, qui est le premier enregistrement d'une chanson de blues par une artiste afro-américaine.
Il part ensuite en tournée et enregistre avec Mamie Smith, travaille avec Bessie Smith ou Alberta Hunter et dirige lui-même sept séances d'enregistrement en 1923-1927 avec son groupe. Parmi les collaborateurs de Bradford, on compte Bubber Miley, Louis Armstrong (sur deux titres en 1925), Buster Bailey et James P. Johnson.
Son activité dans l'industrie du disque décline avec l'arrivée de la Grande Dépression. Il devient un artiste irrégulier après les années 1940. En 1957, Little Richard obtient un succès avec Keep A-Knockin' de Bradford.
En 1965, Bradford publie son autobiographie, Born With the Blues, préfacée par Noble Sissle. Perry Bradford meurt le 20 avril 1970 à Jamaica dans le quartier du Queens à New York.